# سلوى شاكر
سلوى عبد المعين شاكر (17 مارس 1948م) إعلامية ومذيعة سعودية من مواليد مدينة مكة، وهي زوجة الفنان الراحل عبد العزيز الحماد، وابنة أخ الأديب والمؤرخ السعودي فؤاد شاكر.

## التعليم
حاصلة على بكالوريوس علوم اتصال عام 1981م.

## بدايتها
نشأت في أسرة إعلامية، فعمها فؤاد شاكر مذيع سابق، وابنتاه أيضاً منى وعزة عملتا بإذاعة جدة، كان أول انخراط لها في الحقل الإعلامي خلال مرحلة الطفولة في برامج الأطفال في التلفاز عام 1965م تقريباً، أيضاً شاركت بتقديم أوبريت افتتاح إذاعة الرياض عام 1384هـ/ 1965م، واستمرت المشاركات بالإذاعة والتلفزيون بين برامج الأطفال ومجلة الأطفال.

## تطورها
- كبرت وترعرعت وهي تعمل بين أروقة الإذاعة والتلفزيون في برامج متعددة، قدمت المسلسل الأول وهي بالمرحلة الإعدادية بعمر الرابعة عشر، بدأت تكتب في الصحافة وعمرها تقريباً خمسة عشر عن الحياة الاجتماعية والأسرة، كان لديها الخبرة من كثرة الاطلاع، كانت تداوم على سماع إذاعة الشرق الأوسط وصوت العرب، والسفر إلى الخارج والاطلاع على ما يتم تقديمه بالتلفزيونات هناك من برامج ومسلسلات وأفلام سينما فبدأ لديها الاطلاع مبكراً، لكن لم تستمر في الصحافة بسبب الإذاعة والتلفزيون والمدرسة.
- والدها عبد المعين شاكر كان الداعم الأساسي لها ويقدم لها النصائح دائما، حصلت على شهادة ثانوية علمية، وتزوجت من الفنان عبد العزيز الحماد في عام 1970 م، بعد تخرجها من المرحلة الثانوية حصلت على فرصة لاستكمال الدراسة بأمريكا مع زوجها، وتخصصت بمجال التواصل الإعلامي.
- كانت الانطلاقة الرسمية في الإعلام بعد تخرجها، عُيّنت كأول سيدة موظفة رسمية، وعادت للاستمرار في عملها البرامجي، سواء في الإذاعة أو التلفزيون، اقتحمت مجال التمثيل بالمسلسلات التلفزيونية فرسخت صورتها إعلاميةً شاملة.
- كُرمت في العديد من المحافل رائدةً من رواد الإعلام السعودي.

## أبناؤها
لديها ستة أبناء: فيصل، مهند، بدر، بسمة، هالة، ونجلها الأكبر حسام.

## أعمالها
تقديم «مجلة الأطفال» وبرامج للأطفال أخرى
- تقديم «إذاعة الرياض»
- مسلسل تاريخي «الفارس الحمداني»
- مسلسل «المهند»
- مسلسل «هوامير الصحراء»
- برنامج عالم المرأة
- تحرر في جريدة «الدعوة»
- برنامج «من الرياض إلى التحية»
- برنامج «انسى هُمومك»
- برنامج «أبجد هوز»
- شاركت بصوتها في دور الراوي في مسرحية «المكعب الزجاجي» عام 2006.[3]

## وصلات خارجية
- تقرير الراصد - الإعلامية "سلوى شاكر" صاحبة مشوار حافل بالعطاء والعمل الدؤوب.
- الإعلامية سلوى شاكر تتحدث عن تجربتها وبداياتها في الإعلام
- سلوى شاكر.. محطات وتجارب.